# 上杉邦憲
上杉邦憲（日语：上杉 邦憲，1943年4月18日—），日本宇宙工程學者，是飛行力學與系统工程的專家。米澤上杉氏第17代當主。

## 經歷
上杉邦憲於1966年獲得東京大學工學院航空宇宙工程科學士學位，1977年以論文《低推力による多数回ランデヴーの最適化に関する研究》獲得東京大學工學博士。1978年起任職於東京大學宇宙航空研究所、1981年進入宇宙科學研究所任職。2003年宇宙科學研究所併入宇宙航空研究開發機構（JAXA），上杉邦憲在轄下的宇宙科學研究本部擔任教授，2006年屆齡退休。現為JAXA名譽教授